# Tour Triangle
La Tour Triangle è un grattacielo che sarà costruito a Parigi nel parco di esposizioni Paris Expo Porte de Versailles, nel XV arrondissement. 
Con un'altezza di 180 metri su 42 piani, sarà il terzo edificio più alto della capitale francese dopo la tour Eiffel (324 m) e la tour Montparnasse (210 m). 
Proposto nel 2008, il progetto ha incontrato una forte opposizione da parte di varie associazioni parigine e nel novembre 2014, nonostante il sostegno del sindaco Anne Hidalgo, è stato rifiutato dal Consiglio di Parigi. La sua costruzione è stata poi riproposta, per essere approvata definitivamente il 30 giugno 2015.
L'inizio dei lavori è previsto nel 2020 e l'inaugurazione nel 2024, in occasione dei Giochi della XXXIII Olimpiade.

## Descrizione
Progettato dallo studio di architettura svizzero Herzog & de Meuron, si tratta di un edificio di forma trapezoidale con una base di 200 m di lunghezza e 35 m di larghezza, e la sommità di 16 m di larghezza. Le facciate saranno in gran parte costituite da vetrate. 
Il « Triangolo », come viene comunemente chiamato, ospiterà uffici, sale da congresso e conferenze, un hotel, esercizi commerciali al piano terra e vari spazi aperti al pubblico, tra cui un grande atrio e un ristorante panoramico.